# Associació Musical Santa Cecília d'Alcalà de Xivert
L'Associació Musical Santa Cecília d'Alcalà de Xivert és una associació sense ànim de lucre que té com a finalitat el manteniment d'una Banda de Música.

## Història
En la segona meitat del segle xix comencen les activitats de la banda de música. Es tenen notícies des de 1863. En 1886 les desavinences amb l'ajuntament motiven que aquest contracte la banda de Benicarló en els darrers dies de les festes d'agost. En 1887 deixà el càrrec Julián Sanz, després de 22 anys com a organista i director de la banda. El substitueix José María Cavaller Vela, moment en què la banda surt als certàmens de la rodalia: Guanya el primer premi en Vinaròs el 26 de juny de 1890 i en Tortosa el 8 de setembre de 1891. En aquests anys la banda tenia uns 35 membres. La banda esdevé municipal gràcies a un acord entre la mateixa banda i l'Ajuntament. En 1892, en moments d'enfrontament entre els músics, Cavaller queda com a mestre de capella i Vicente Calduch Sorlí és nomenat director de la banda, però durà poc, ja que l'any següent, la banda s'havia dividit en dues formacions, la primera, dirigida per José María Cavaller, recolzada per l'ajuntament i pel rector, que acabaria anomenant-se "Sociedad Santa Cecília", i la segona, dirigida per Pascual Domènech, que fou anomenada "Juventud Chivertense" i "Sociedad Chivertense", successivament, i que el 10 de juliol de 1894 guanyà el primer premi en el certamen de Castelló. És molt possible que es mantingueren les dues bandes fins a la mort de Cavaller, en 1915
Durant la direcció de Ricardo Albalat arribaria la segona època d'esplendor de la banda, aconseguint una formació de 60 músics i guanyant diversos premis: el primer premi en els certàmens de Tortosa i Vinaròs, i un segon premi en el certamen de Castelló.
Durant la Segona república la banda es va dividir en dues formacions musicals: Una es mantingué encapçalada per Albalat i l'altra fou dirigida per Pascual Domènech i Eduardo Bosch. Una vegada acabada la guerra civil les dues bandes es reunificaren, i Ricardo Albalat continuà essent el director.
Quan es va retirar Albalat, fou elegit per una votació popular Remigio Miralles (1953-1955) i fou substituït per José María Samper (1955-1957), abans músic militar, qui reorganitzà la societat, amb assajos continus i realitzant diversos concerts. Samper fou substituït per Francisco Villanueva (1957-1964), i aquest substituït per Vicente Taura (1964-1970). De 1970 a 1975 l'associació va quedar quasi inactiva amb assajos i actuacions esporàdiques.
José Maria Samper (1975-1980) tornà a dirigir la banda i li donà impuls, creant una escola amb 100 alumnes. En 1978, per discrepàncies internes es tornà a dividir la banda en dues agrupacions musicals, una amb el suport dels músics joves, que mantingué com a director a Samper, i altra, amb el suport dels músics veterans, dirigida per Remigio Miralles. Quan en 1980 es retirà Samper, fou Miralles, amb la banda reunificada, qui va continuar com a director.
Amb Remigio Miralles (1981-2005) al davant de la direcció, es va iniciar una nova etapa afavorint l'ensenyament musical, creant l'escola d'educands, en 1982, amb un increment continu del nombre dels estudiants i dels professors. Quan Miralles es retirà, ocupà la plaça Juan Serra Ferrando.

## Directors de la Banda de Música
- Julian Sanz (1865-1887), natural de Vinaròs, mestre de capella i organista.
- José María Caballer Vela (1887-1892), natural d'Alcalà de Xivert, compongué obres per a la banda, com “Mater Dolorosa” i “Funoll”
- Vicente Calduch Sorlí (1892-1893), músic militar.
- José María Cavaller Vela (1893-1915), mestre de música i organista i, Pascual Domènech (1893-1915), mestre de música i organista.
- Ricardo Albalat Fuertes (1915-1953), natural d'Alcalà de Xivert, autor d'obres importants, entre les quals destaca el pasdoble “Cielo azul”, i Pascual Doménech i Eduardo Bosch (1934-1938)
- Remigio Miralles Sospedra (1953-1955), natural d'Alcalà de Xivert.
- José María Samper (1955-1957), natural d'Algemesí.
- Francisco Villanueva (1957-1964), natural de Sogorb.
- Vicente Taura (1964-1970)
- José María Samper (1975-1980) i, Remigio Miralles Sospedra (1978-1980)
- José María Ferrer (1980-1981)
- Remigio Miralles Sospedra (1981-2005), autor de nombroses obres com “Alcalà i aló”, “L'aiguader”, “Martí Roca”, “Antonio Vela” i “Campanar d'Alcalà”
- Joan Serra Ferrando (2005-2017), natural de Benifairó de la Valldigna i professor de trompeta del Conservatori Superior de Música de Castelló.